# Paret gastrointestinal

Estructura general de la paret intestinal

La paret gastrointestinal es refereix a la sèrie especialitzada de les capes de teixit que envolten el lumen del tracte gastrointestinal. L'estructura general implica les següents quatre capes (ordenades des del lumen cap a l'exterior):
- Mucosa.
- Submucosa.
- Muscularis externa.
- Serosa (si el teixit és intraperitoneal) / Adventitia (si el teixit és retroperitoneal)

L'epiteli, la part més exposada de la mucosa, és un epiteli glandular amb moltes cèl·lules caliciformes. Les cèl·lules caliciformes secreten moc, que lubrica el pas d'aliments al llarg i el protegeix dels enzims digestius. A l'intestí prim, les vellositats són plecs de la mucosa que augmenten l'àrea de superfície de l'intestí. Les vellositats contenen un vas lacteal, un recipient connectat al sistema limfàtic que ajuda en l'eliminació de lípids i fluids de teixit.
La submucosa conté nervis (per exemple, plexe de Meissner), vasos sanguinis i fibra elàstica amb col·lagen que s'estén amb una major capacitat, però manté la forma de l'intestí. Envoltant aquesta hi ha el muscularis externa. Entre les dues capes de múscul es troba el plexe d'Auerbach.
Finalment hi ha la serosa/adventitia que es compon de teixit connectiu solt i es recobreix en el moc a fi d'evitar qualsevol dany de fricció des de l'intestí contra un altre teixit. Sostenint tot això en el seu lloc es troba el mesenteris, que suspenen l'intestí a la cavitat abdominal i aturen que sigui pertorbada quan una persona és físicament activa.

## Importància clínica
La malaltia inflamatòria intestinal afecta les capes del tracte gastrointestinal de diferents maneres. La malaltia de Crohn pot produir inflamació de totes les capes en qualsevol part del tracte gastrointestinal i pot resultar en fístules transmurals. Una úlcera perforada és aquella que s'ha erosionat a través de les capes del tracte gastrointestinal. La invasió dels tumors a través de les capes de la paret gastrointestinal s'utilitza en estadificació de propagació del tumor. Això s'associa amb el pronòstic. 
- Mucosa
Submucosa
Plexe de Meissner
Múscul circular
Plexe d'Auerbach
múscul longitudinal
Serosa o Adventitia

Mucosa Submucosa Plexe de Meissner Múscul circular Plexe d'Auerbach múscul longitudinal Serosa o Adventitia
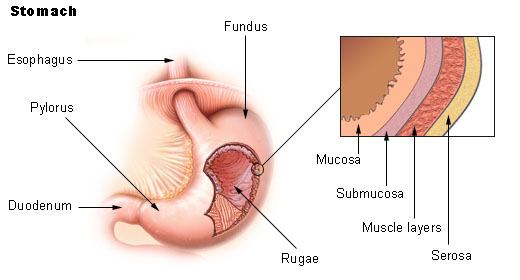
La paret gastrointestinal de l'estómac.